# Теорема Биркгофа (относительность)
Теорема Биркгофа в общей теории относительности утверждает, что любое сферически—симметричное решение уравнений вакуумного поля должно быть статическим и асимптотически плоским. Это означает, что внешнее решение (то есть пространство-время вне сферического, невращающегося, гравитирующего тела) должно задаваться метрикой Шварцшильда.
Теорема была доказана в 1923 году Джорджем Дэвидом Биркгофом (автором другой известной теоремы Биркгофа, поточечной эргодической теоремы, лежащей в основе эргодической теории). Однако Стэнли Дезер недавно указал, что она была опубликована двумя годами ранее малоизвестным норвежским физиком Йорг Тофте Джебсен.

## Интуитивное обоснование
Интуитивная идея теоремы Биркгофа состоит в том, что сферически симметричное гравитационное поле должно создаваться каким-то массивным объектом в начале координат; если бы где-то ещё была другая концентрация массы-энергии, это нарушило бы сферическую симметрию, поэтому мы можем ожидать, что решение будет представлять изолированный объект. То есть поле должно исчезать на больших расстояниях, что (частично) и имеется в виду, когда мы говорим, что решение асимптотически плоское. Таким образом, эта часть теоремы как раз соответствует тому, что мы ожидаем от того факта, что общая теория относительности сводится к ньютоновской гравитации в Ньютоновский предел.

## Последствия
Вывод о том, что внешнее поле также должно быть стационарным, более удивителен и имеет интересное следствие. Предположим, у нас есть сферически-симметричная звезда фиксированной массы, которая испытывает сферические пульсации. Тогда теорема Биркгофа говорит, что внешняя геометрия должна быть шварцшильдовской; единственным эффектом пульсации является изменение положения звёздной поверхности. Это означает, что сферически пульсирующая звезда не может излучать гравитационные волны.

## Обобщения
Теорему Биркгофа можно обобщить: любое сферически-симметричное и асимптотически плоское решение уравнений поля Эйнштейна/Максвелла без {\displaystyle \Lambda }, должно быть статическим, поэтому внешняя геометрия сферически-симметричной заряженной звезды должна задаваться электровакуумом Рейснера-Нордстрëма. Обратите внимание, что в теории Эйнштейна-Максвелла существуют сферически-симметричные, но не асимптотически плоские решения, такие как вселенная Бертотти-Робинсона.